# 淡川康一
淡川 康一（あわかわ こういち、1902年6月1日 - 1976年12月3日）は、日本の経済学者・地理学者・禅画研究家、立命館大学名誉教授。

## 経歴
京都府生まれ。京都市立第一商業学校（現：京都市立西京高等学校・附属中学校）で学び、1921年、20歳の時、名古屋高等商業学校に一期生として入学して、宮田喜代蔵 (1896-1977) の経済学などを学んだ。1924年、京都帝国大学経済学部独逸経済学科に入学。財部静治 (1881-1946) 教授の統計学に傾き、経済地理学へと向かう。1927年京都帝国大学経済学部卒。立命館大学教授、1967年定年退任、名誉教授、大阪学院大学教授。
禅画の研究、蒐集を行った。

## 著書
- 『経済地理通論』弘文堂書房 1930
- 『交通地理学原理』弘文堂書房 1933
- 『博多の仙厓』高尾書林 1933
- 『交通地理形態論』弘文堂書房 1934
- 『僧仙厓の絵画 近世の禅画を中心にして』高尾書林 1935
- 『経済地理学』弘文堂 1942
- 『白隠 生涯と芸術』マリア画房 1956
- 『禅芸術放談』京都雄渾社 1957
- 『経済景観論』法律文化社 1960
- 『茶掛としての禅画』河原書店 1966 日本の美と教養
- 『ドーミヱと仙厓』マリア書房 1967
- 『茶の心』IDE教育選書 民主教育協会 1969
- 『禅画のこころ』雄渾社 1970
- 『禅画 描きかたと観かた 淡川庵禅画集』日貿出版社 1974
- 『滞米禅画説法』雄渾社 1975
- 『仙厓墨蹟』増補改訂版 アート社出版 1976

## 共編著
- 『文法詳解和文独訳の秘訣』リハルト・クンツエ共著 南山堂書店 1931
- 『独逸語等閑集』編著 南山堂書店 1938
- 『禅がとく人生論』山田無文共著 雄渾社 1968
- 『寂厳書譜』改訂版 福島俊翁共著 アート社出版 1977

## 翻訳
- コール『交通及び聚落と地形』古今書院 1935
- カール・ビュヒァー『国民経済進化論 第2集』雄渾社 1958
- 『コールの交通聚落論 産業立地論の源流』雄渾社 1966